# Boris Pankin
Boris Dmitrijewicz Pankin (ros. Бори́с Дми́триевич Па́нкин, ur. 20 lutego 1931 we Frunze) – radziecki i rosyjski polityk, dyplomata i dziennikarz.

## Życiorys
W 1953 ukończył studia na Wydziale Dziennikarstwa Moskiewskiego Uniwersytetu Państwowego. W latach 1953–1973 pracował w gazecie „Komsomolskaja prawda”, od 1965 był jej głównym redaktorem. W latach 1973–1982 kierował Wszechzwiązkową Agencją ds. Praw Autorskich. Od 1982 pełnił role dyplomatyczne; od 4 września 1982 do 1990 był ambasadorem nadzwyczajnym i pełnomocnym ZSRR w Szwecji, a od 1990 do 25 grudnia 1991 ambasadorem nadzwyczajnym i pełnomocnym ZSRR w Czechosłowacji. Od 28 sierpnia do 19 listopada 1991 był ministrem spraw zagranicznych ZSRR. 1 października 1991 został powołany przez Michaiła Gorbaczowa w skład Rady Obrony przy Prezydencie ZSRR. Od 19 listopada 1991 do 16 września 1993 był ambasadorem ZSRR/Rosji w Wielkiej Brytanii.

## Odznaczenia i nagrody
- Order Czerwonego Sztandaru Pracy (dwukrotnie)
- Order Przyjaźni Narodów
- Nagroda Państwowa ZSRR (1982)